# Vladimir Petrović
Vladimir Petrović (szerb cirill betűkkel: Владимир Петровић; Belgrád, 1955. július 1. –) szerb labdarúgó, edző.

## Pályafutása

### A válogatottban
1973 és 1982 között 34 alkalommal szerepelt a jugoszláv válogatottban és 5 gólt szerzett. Részt vett az 1974-es és az 1982-es világbajnokságon.

### Edzőként
Edzői pályafutását a Crvena zvezdánál kezdte, ahol 1996–97-es szezon végén megnyerte csapatával a Jugoszláv SZK kupát. A 2004-es U21-es Európa-bajnokságon a Szerbia és Montenegró-i U21-es válogatottal ezüstérmet szereztek és kijutottak a 2004-es athéni olimpiára. 2005-ben kínai bajnoki címet és kupagyőzelmet ünnepelhetett a Dalian Shide edzőjeként. 2007 és 2008 között a kínai, majd 2010 és 2011 között irányította a szerb válogatottat is. Később az iraki és a jemeni válogatottnak is volt szövetségi kapitánya.

## Sikerei, díjai

### Játékosként
Crvena zvezda
- Jugoszláv bajnok (3): 1972–73, 1976–77, 1979–80, 1980–81
- Jugoszláv kupa (2): 1970–71, 1981–82

### Edzőként
Crvena zvezda
- Jugoszláv SZK kupa (1): 1996–97

Dalian Shide
- Kínai bajnok (1): 2005
- Kínai kupa (1): 2005